# Wescosville
Wescosville es un lugar designado por el censo ubicado en el condado de Lehigh en el estado estadounidense de Pensilvania. En el año 2010 tenía una población de 5.872 habitantes.

## Geografía
Wescosville se encuentra ubicado en las coordenadas 40°33′41″N 78°33′00″O / 40.56139, -78.55000.. Según la Oficina del Censo de los Estados Unidos, Wescosville tiene una superficie total de 2,74 mi² (7,1 km²), de la cual 2,74 mi² (7,1 km²) corresponden a tierra firme y 0 mi² (0 km²) es agua.